# Roffe 50! 15.01.91
Roffe 50! 15.01.91 es el título de un álbum tributo interno de la compañía EMI Suecia AB, el álbum contiene grabaciones especiales hechas por varios artistas suecos como un regalo del cumpleaños número 50 de Roffe Nygren.
Este álbum fue publicado únicamente en formato de disco de vinilo (LP) sólo para Suecia en dos ediciones:
1. Edición estándar (con portada y contraportada)
2. Edición PROMO (el disco de vinilo viene incluido en una funda o carpeta negra con un agujero en el centro a manera de "ventana" que deja ver la galleta[1] del disco donde se aprecia el título de este álbum.

El álbum fue publicado en una edición limitada de 300 copias las cuales fueron repartidas todas durante la fiesta de cumpleaños a Roffe Nygren el día 15 de enero de 1991.
Entre los artistas suecos que participan en este álbum-tributo tenemos a: Björn Skifs, Eldkvarn, Kasja Grytt, el dúo de Lasse Lindbom & Niklas Strömstedt, Ulf Lundell, Efva Attling, Robert Broberg, Thore Skogman, Sven-Bertil Taube y Roxette. No todos los temas del álbum están cantandos en sueco, algunos fueron interpretados en inglés.

## Versión alternativa de "The Look"
Roxette en honor al director de su compañía discográfica EMI-Suecia, participa con una grabación especial titulada "He's Got The Look" (sic) la cual es una versión alternativa de "The Look" grabada en directo dentro del estudio, con la particularidad que esta versión tiene letra en masculino a diferencia de la versión original, en donde la letra hace referencia a una mujer. Esta versión alternativa es bastante informal en el sentido de que Marie Fredriksson y Per Gessle incluyen diálogos (en sueco) del por qué hacen esta canción, la canción es cantada casi toda en sueco, con algunas frases en inglés. También hay "engolamientos" de la voz, cantando en un tono un tanto forzado al estilo falsete y risas incluidas a medida que iban grabando el tema.
Es un álbum que originalmente se publicó no para estar a la venta al público, por ende, es un ítem o artículo difícil de conseguir... sobre todo para aquellos fanes que desean tener todo lo publicado por sus artítas favoritos. La única forma de adquir uno es comprándolo de segunda mano en alguna de éstos sitios web dedicados a ventas en línea por Internet.

## Lista de canciones[4]
Lado A

| N.º | Título                                            | Duración |  |
| 1.  | «He's Got The Look" (Roffe Nygren 50!) - Roxette» |          |  |
| 2.  | «Vad tänker du Rolf? - Björn Skifs»               |          |  |
| 3.  | «Den bästa tiden av ditt liv - Eldkvarn»          |          |  |
| 4.  | «Hurra! - Kasja grytt»                            |          |  |
| 5.  | «Forever young - Ulf Lundell»                     |          |  |

Lado B

| N.º | Título                                                                       | Duración |  |
| 1.  | «Spela golf, Rolf - Lasse Lindbom & Niklas Strömstedt»                       |          |  |
| 2.  | «Perfekt - Efva Attling»                                                     |          |  |
| 3.  | «Roffe Nygren - En hälsing till Roffe från Robert & Ingela - Robert Broberg» |          |  |
| 4.  | «Hup-Hurra - Thore Skogman»                                                  |          |  |
| 5.  | «This is the life - Sven-Bertil Taube»                                       |          |  |